# Итатиба
Итатѝба (на португалски: Itatiba) е селище щата Сау Паулу, югоизточна Бразилия. Населението му е около 101 000 души (2010).
Разположено е на 750 m надморска височина, на 28 km югоизточно от центъра на Кампинас и на 60 km северно от град Сау Паулу. Селището възниква в края на XVIII век и получава статут на община през 1857 година. Днес градът е важен промишлен център с производство на текстил, метали и химически продукти.